# Freycinetia erythrospatha
Freycinetia erythrospatha là một loài thực vật có hoa trong họ Dứa dại. Loài này được Merr. & L.M.Perry miêu tả khoa học đầu tiên năm 1940.